# Dimitrie Sturdza
Dimitrie Sturdza, właśc. Dimitrie A. Sturdza-Miclăușanu (ur. 10 marca 1833 w Miclăușeni, zm. 21 października 1914 w Bukareszcie) – rumuński polityk, wielokrotny premier, oraz przewodniczący Academia Română w latach 1882–1884.

## Życiorys
Urodził się w Jassach w Mołdawii, studiował w Niemczech, brał tam udział w życiu politycznym, był również prywatnym sekretarzem księcia Aleksandra Jana Cuzy. Później jednak zwrócił się przeciwko rządom tego władcy i przyłączył się do Iona Brătianu i innych w celu jego obalenia (1866 rok). Potem wszedł w skład liberalnego gabinetu.
W 1899 roku został wybrany na przywódcę Narodowej Partii Liberalnej i cztery zajmował stanowisko premiera. Ostatni raz, w 1907 roku, został wezwany przez króla Karola I w celu uśmierzenia kryzysu wywołanego przez marcową rewoltę chłopów.
Sturdza był nacjonalistą, wrogo nastawionym wobec „obcych”. Jego partia prowadziła politykę antyżydowską i blokowała nie-Rumunom dostęp do wielu stanowisk państwowych, zawodów i uprawnień socjalnych.
Został także mianowany sekretarzem Akademii Rumuńskiej, był także znanym numizmatykiem. Jako sekretarz Akademii zasłużył się pomocą w publikacji kolekcji historycznych dokumentów, dokonanej przez Constantina Harmuzachiego (30 tomów, w latach 1876–1897). Wydał także wiele innych pozycji, głównie o tematyce politycznej.